# Girl Online: On Tour
Girl Online: On Tour es la segunda novela de la autora y youtuber inglesa Zoe Sugg, publicada el 20 de octubre de 2015 a través de Penguin Books. El libro es la segunda parte de la saga Girl Online y toma lugar seis meses después de la novela original, Girl Online. La novela pertenece al género young adult y se centra en una chica adolescente, Penny, y los eventos que vive durante la gira de su novio músico.

## Argumento
La novela toma lugar seis meses después del primer libro y sigue a Penny Porter, una ex-bloguera que está saliendo con el prometedor estrella del rock Noah Flynn, durante la gira europea que realiza este junto a una nueva boy band. Penny acompaña a su novio durante la gira y se da cuenta de que ir de gira no es tan glamuroso como se había imaginado.

## Historia de la publicación
Girl Online: On Tour fue publicada el 20 de octubre de 2015 a través de Penguin Books y el audiolibro se publicó el 20 de noviembre de 2015 a través de Audible.com. Antes de su estreno se esperaba que la novela fuese un éxito, ya que los tickets para la firma de libros se agotaron en tan sólo 5 minutos.

## Recepción
La novela fue realitvamente bien recibida, con muchos de los críticos comparándola favorablemente a la de su debut. En una crítica de The Daily Telegraph, Charlotte Runcie encontró Girl Onine: On Tour más madura que la anterior, y encontrando en ella “elementos de las experiencias de la propia Sugg”, y la valoró en un tres sobre cinco.